# Nolina arenicola
Nolina arenicola är en sparrisväxtart som beskrevs av Donovan Stewart Correll. Nolina arenicola ingår i släktet Nolina och familjen sparrisväxter. Inga underarter finns listade i Catalogue of Life.

## Bildgalleri

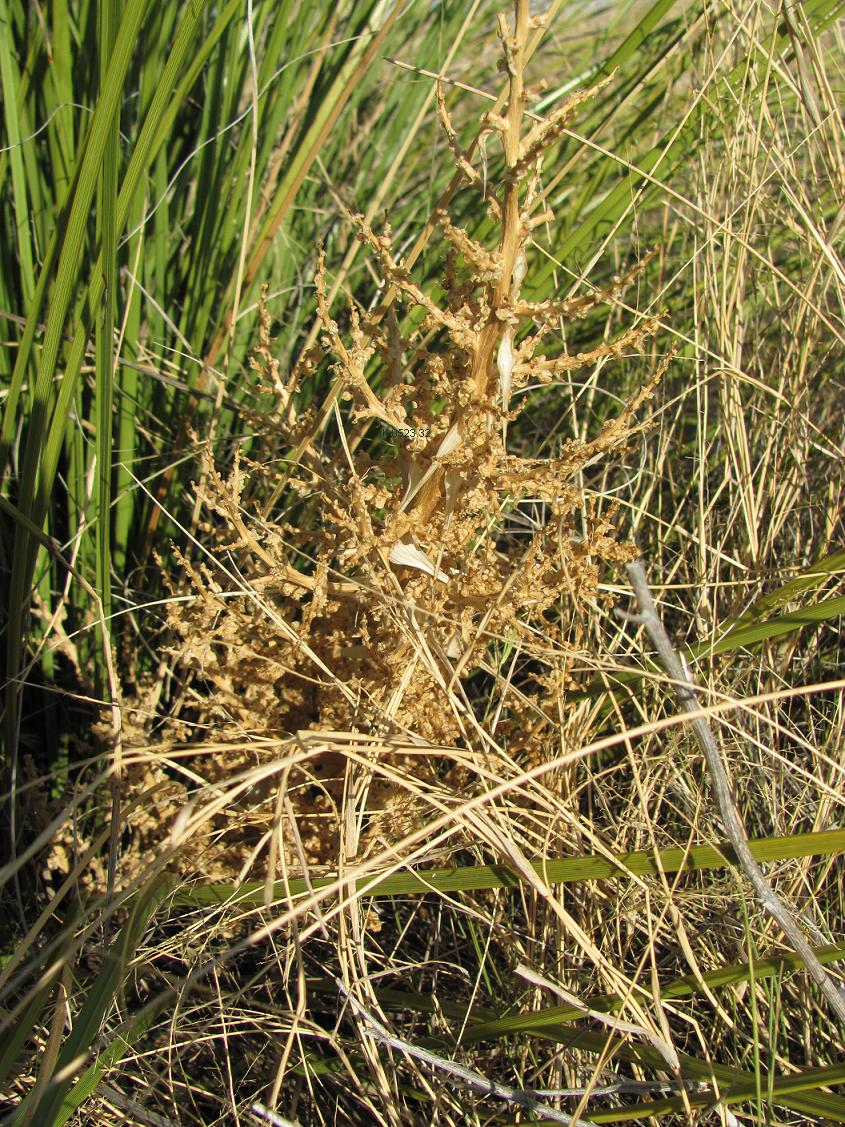
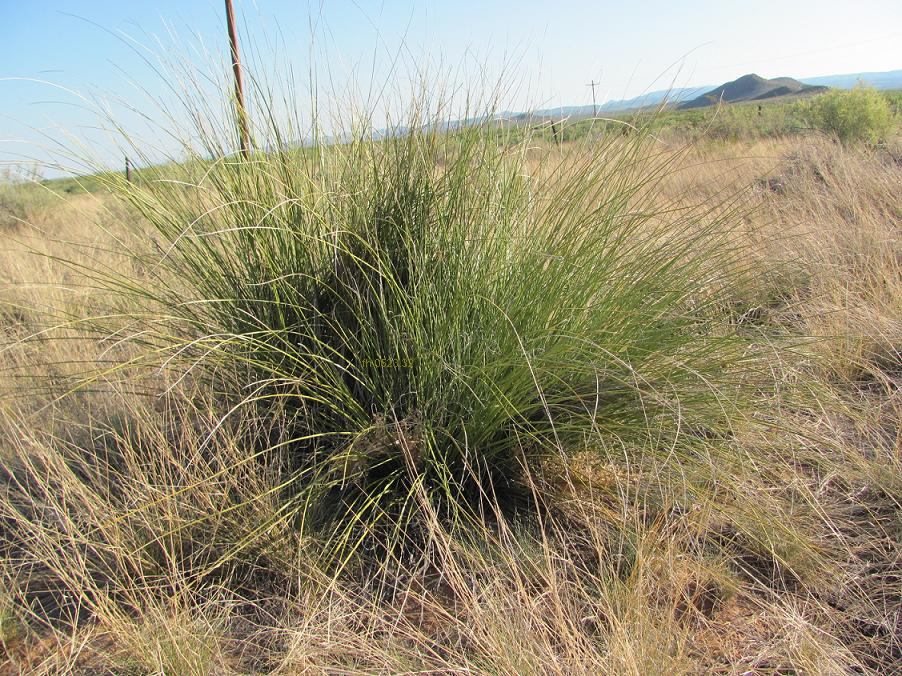